# Matthew Baillie

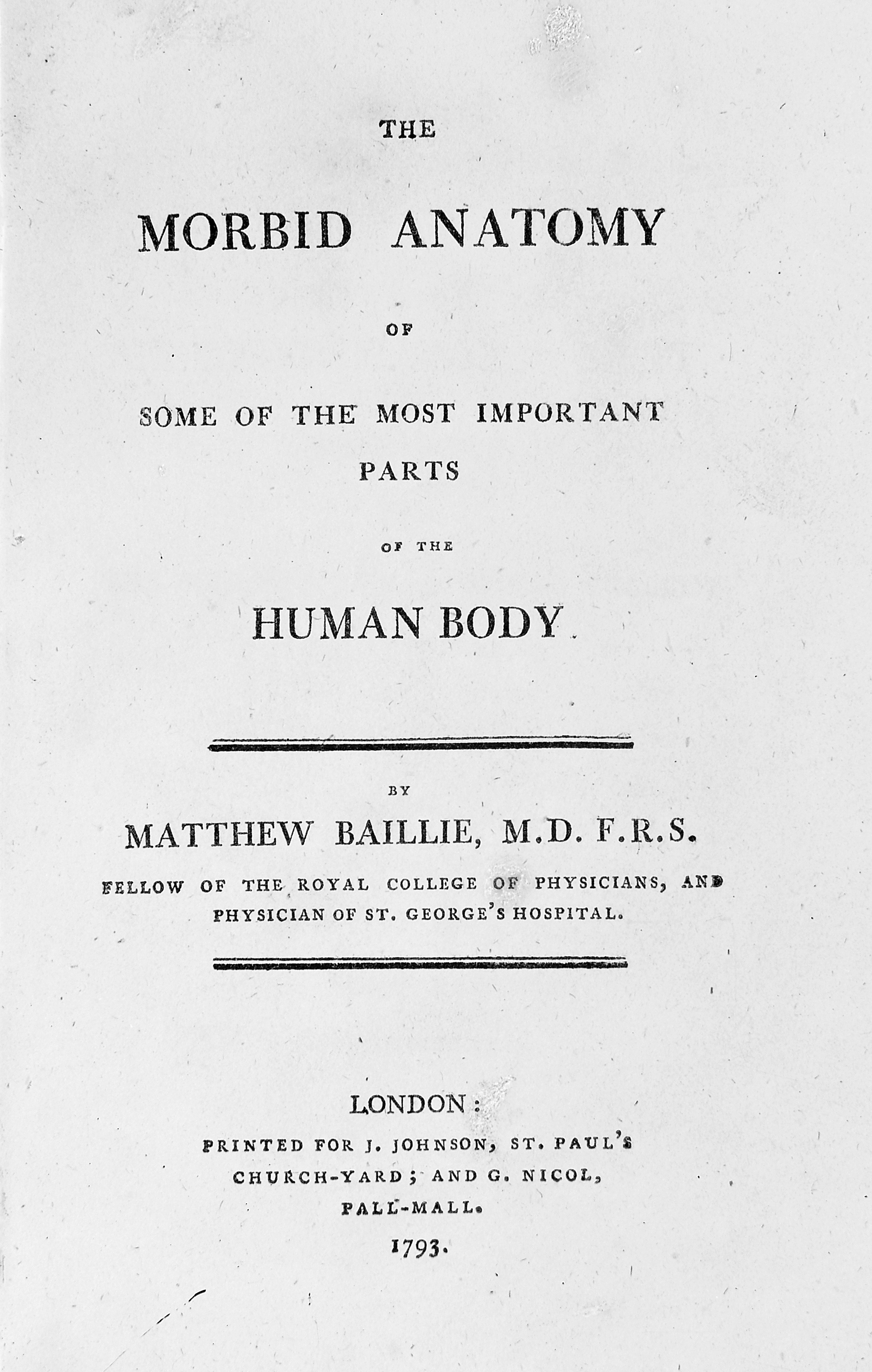
Frontespizio dell'opera The Morbid Anatomy of Some of the Most Important Parts of the Human Body, 1793

Matthew Baillie (27 ottobre 1761 – Duntisbourne Abbots, 23 settembre 1823) è stato un medico e patologo britannico.

## Biografia
Baillie, figlio del Prof. Rev. James Baillie e di Dorothea Hunter, è nato nel 1761 a Shotts Manse nel Lanarkshire. Sua sorella era la poetessa Joanna Baillie. Baillie è stato pupillo dello zio, il famoso anatomico John Hunter, e del suocero, Thomas Denman, un preminente ostetrico di Londra al volgere del XIX secolo, il cui trattato sulla nascita dei bambini era stato pubblicato nel 1788.
L'educazione di Baillie è avvenuta alla Old Grammar School of Hamilton (ridenominata Hamilton Academy nel 1848), all'università di Glasgow e a quella di Oxford dove, nel 1789, ottenne il titolo di dottore in medicina (MD), dopo essere stato nominato Snell Exhibitioner nel 1779. Alla morte dello zio William Hunter nel 1783, ricevette in eredità £5,000, la casa in Great Windmill Street, oltre all'adiacente scuola medica e al museo. Alla scuola Baillie insegnò dal 1783 al 1803.
Insegnò, quindi, anatomia ed esercitò la professione medica al St George's Hospital nel 1789, ma rinunciò ad entrambi gli incarichi per stabilire il proprio studio professionale privato in Grosvenor Square, divenendo uno dei medici di Giorgio III. Nel 1790 divenne membro del Royal College of Physicians, specializzandosi in anatomia patologica, e sempre nello stesso anno fu nominato membro della Royal Society, per la quale nel 1791 tenne le Croonian Lecture, aventi per tema i muscoli.
Di statura media e di aspetto piuttosto snello, si dice che fosse debole di costituzione, soprattutto in confronto alla sua notevole intelligenza. La sua espressione denotava una grande dose di sagacia e penetrazione. Sua sposa fu Sophia Denman, figlia di Thomas Denman, primo barone della famiglia Denman.
Nel 1823, all'età di 61 anni, Baillie moriva di tubercolosi a Duntisbourne ed ebbe sepoltura in Duntisbourne Abbots nel Gloucestershire.

## Opere
Il suo volume del 1793, The Morbid Anatomy of Some of the Most Important Parts of the Human Body, è considerato la prima sistematica opera di anatomia patologica e la prima pubblicazione in Inghilterra che trattasse l'anatomia patologia come argomento indipendente. Sei anni dopo Baillie pubblicò anche un atlante di anatomia patologica; entrambe le opere erano organizzate sulla base degli organi e non sui sintomi, come aveva fatto Giovanni Battista Morgagni (1682–1771). A Baillie si attribuisce la prima identificazione della trasposizione dei grossi vasi (TGV) e del situs inversus.